# Río Verde (Guadix)
El río Verde es un río del sur peninsular que discurre por la provincia de Granada. También es conocido como río Guadix ya que es la ciudad más importante que atraviesa. Sus fuentes se encuentran en la cara norte de Sierra Nevada de donde recoge el agua de numerosos barrancos y arroyos que darán origen a su nacimiento en el término municipal de Jérez del Marquesado. Tras un recorrido aproximado de 26 km desemboca en el río Fardes en el término municipal de Benalúa. A pesar de su caudal irregular se considera junto con el río Alhama el principal afluente del Fardes.

## Nacimiento y fuentes
El río Verde nace de la confluencia de los arroyos del Alhorí y el Alcázar que se unen poco antes de llegar a Jérez del Marquesado. Ambos arroyos tienen su nacimiento en el Picón de Jérez.
El Arroyo del Alcázar se forma al unirse las aguas del Barranco del Ciruelillo con las del Barranco de Casas Nuevas en el Área Recreativa de la Tizná a unos 1600 m s. n. m.. En su curso va recogiendo las aguas que le llegan de diversos barrancos y arroyos entre los que se encuentran el Barranco del Cascajar y el Barranco de la Fuente de Oro.
Al otro lado de la Loma de Enmedio que hace de divisoria de aguas entre los dos arroyos se encuentra el curso del Arroyo del Alhorí. Su nacimiento se produce en la parte oriental del Picón de Jérez y por ser la fuente más alta y más lejana se considera como la principal del río Verde. El Alhorí nace casi a 3000 m s. n. m. en el paraje conocido como Chorreras Negras y muy cerca del límite de Jérez del Marquesado con Trevélez. En sus inmediaciones existen varios ventisqueros como el Ventisquero del Carbón y el Ventisquero de los Caballones en los que se acumulan nieves perpetuas de un año a otro en algunas ocasiones.

## Caudal y afluentes
Su caudal es muy irregular y depende en gran medida de las nieves que caen en Sierra Nevada ya que la aportación hídrica de sus afluentes es muy escasa. En épocas de nevadas abundantes suele tener un caudal aceptable que alcanza sus mayores picos a inicios de la primavera. En la mayor parte del verano, el río Verde se seca y a excepción de tormentas esporádicas no lleva agua en su curso medio y bajo.
Los principales afluentes del río Guadix son por su margen izquierda el Arroyo Bernal y la Rambla de Galamar. El primero de ellos recoge las aguas de varios barrancos de la zona occidental del Picón de Jérez. Dicho arroyo se une al río Guadix en el término municipal de Valle del Zalabí pasando a denominarse en el tramo final como Arroyo de La Cuñana. El segundo vierte sus aguas al río Verde aguas abajo de la ciudad de Guadix.
Por la margen derecha encontramos dos afluentes principales que son la Rambla de Aldeire o de Alquife - que recibe las aguas del río Benéjar - y la Rambla de Fiñana. El primero de ellos se une al río Verde en el término municipal de Valle del Zalabí a la altura del paraje conocido como Rambla del Almendral y el segundo lo hace ya muy cerca de la propia ciudad de Guadix. Otros afluentes menores son los Barrancos del Pueblo y de la Launera que recogen las aguas de varios arroyos en término municipal de Lanteira y se unen al río Guadix al pasar Jérez del Marquesado y la Rambla de Baza que vierte sus aguas en la misma ciudad de Guadix.

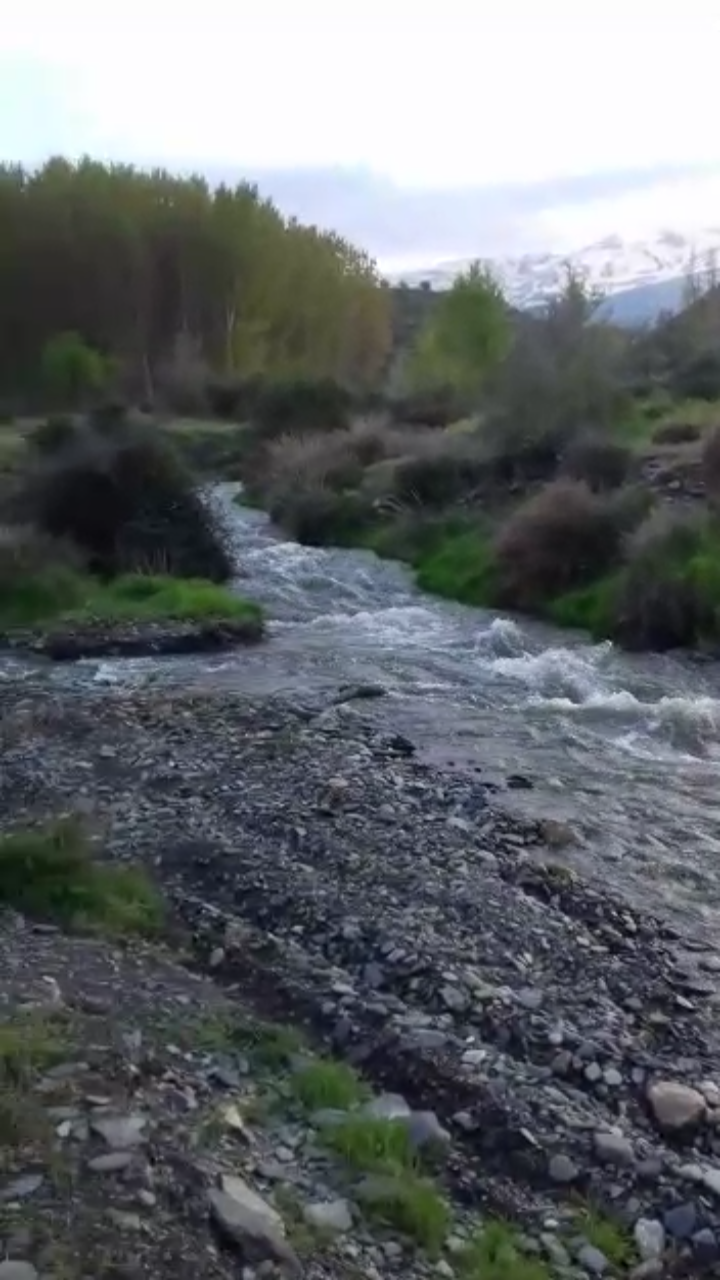
Río Verde recibiendo las aguas del Barranco de Lanteira.

Aunque su caudal es muy irregular cabe destacar el gran número de acequias que surgen del acuífero que atraviesa el propio río. En su curso alto encontramos las acequias de Alrután, Alcázar o Mecina entre otras. Ya en el curso medio, aparecen las acequias de Alcudia, Exfiliana, Chiribaile, Acequia de la Ciudad y Centenares como las más importantes. En su curso bajo y regando la ciudad de Guadix tenemos las acequias de Ranas, Rapales, Almecín, Lupe y las ya mencionadas anteriormente Acequia de la Ciudad y la Acequia del Chiribaile que llegan hasta aquí.

## Desembocadura
El río Verde desemboca en el río Fardes a la altura de Benalúa tras recorrer 26 km (35 km si contamos desde el nacimiento del Alhorí). Dicha zona de desembocadura se conoce como Junta de los Ríos.

## Cuenca hidrográfica
La cuenca del río Verde forma parte de la Cuenca Hidrográfica del Guadiana Menor y a su vez de la Cuenca Hidrográfica del Guadalquivir. El río Guadix discurre íntegramente por la comarca de Guadix y riega con sus aguas los términos municipales de Jérez del Marquesado, Lanteira, Alquife, Valle del Zalabí, Guadix y Benalúa. Si ampliamos las miras hacia sus afluentes podemos añadir a su cuenca los términos municipales de Cogollos de Guadix, Albuñán, Aldeire, Ferreira, La Calahorra y Dólar.

## Importancia histórica

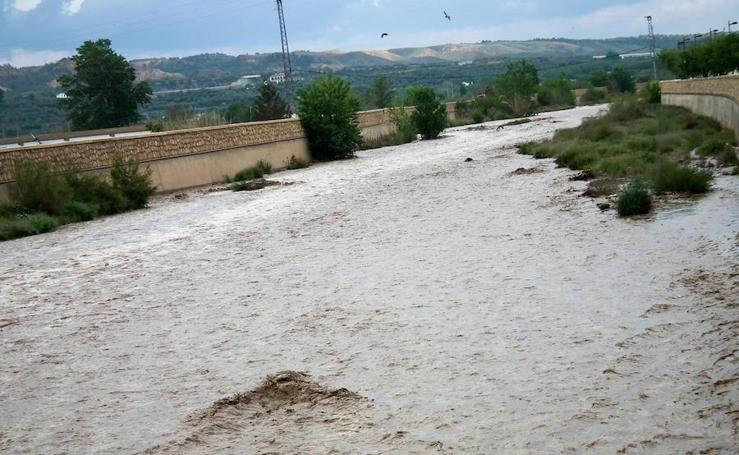
Crecida del Río Verde en la ciudad de Guadix.

A lo largo de la historia, el río Verde ha sido de vital importancia para el establecimiento de asentamientos humanos, pues gracias a sus aguas siempre ha existido una fértil vega en la Hoya de Guadix. Tras los asentamientos prehistóricos se establece un asentamiento ibero bien definido conocido como Acci. Más tarde, los romanos establecerán una colonia romana denominada Iulia Gemella Acci. Serán los árabes los que la denominen Wadi Ash, dejando así constancia de la importancia que daban a este río, ya que dicho topónimo se podría traducir como "Río de la vida"; si bien en realidad 'Ash' no es más que una adaptación al árabe del viejo topónimo 'Acci'. Es pues, del nombre Wadi Ash de donde proviene el actual nombre castellanizado de Guadix.